# Цазин (община)
Община Цазин (босн. и хорв. Opština Cazin, серб. Општина Цазин) — боснийская община, расположенная в Унско-Санском кантоне Федерации Боснии и Герцеговины. Административным центром является Цазин.

## Население
По предварительным данным переписи в конце 2013 года население общины составляло 69 411 человек. По данным переписи населения 1991 года, в 54 населённых пунктах общины проживали 63 409 человек.